# Gomesa fischeri
Gomesa fischeri är en orkidéart som beskrevs av Eduard August von Regel. Gomesa fischeri ingår i släktet Gomesa och familjen orkidéer. Inga underarter finns listade i Catalogue of Life.